# Roquetas de Mar
Roquetas de Mar est une ville espagnole, située dans la province d'Almería, dans la communauté autonome d'Andalousie. Elle fait partie de la comarque du Poniente almeriense.

## Géographie

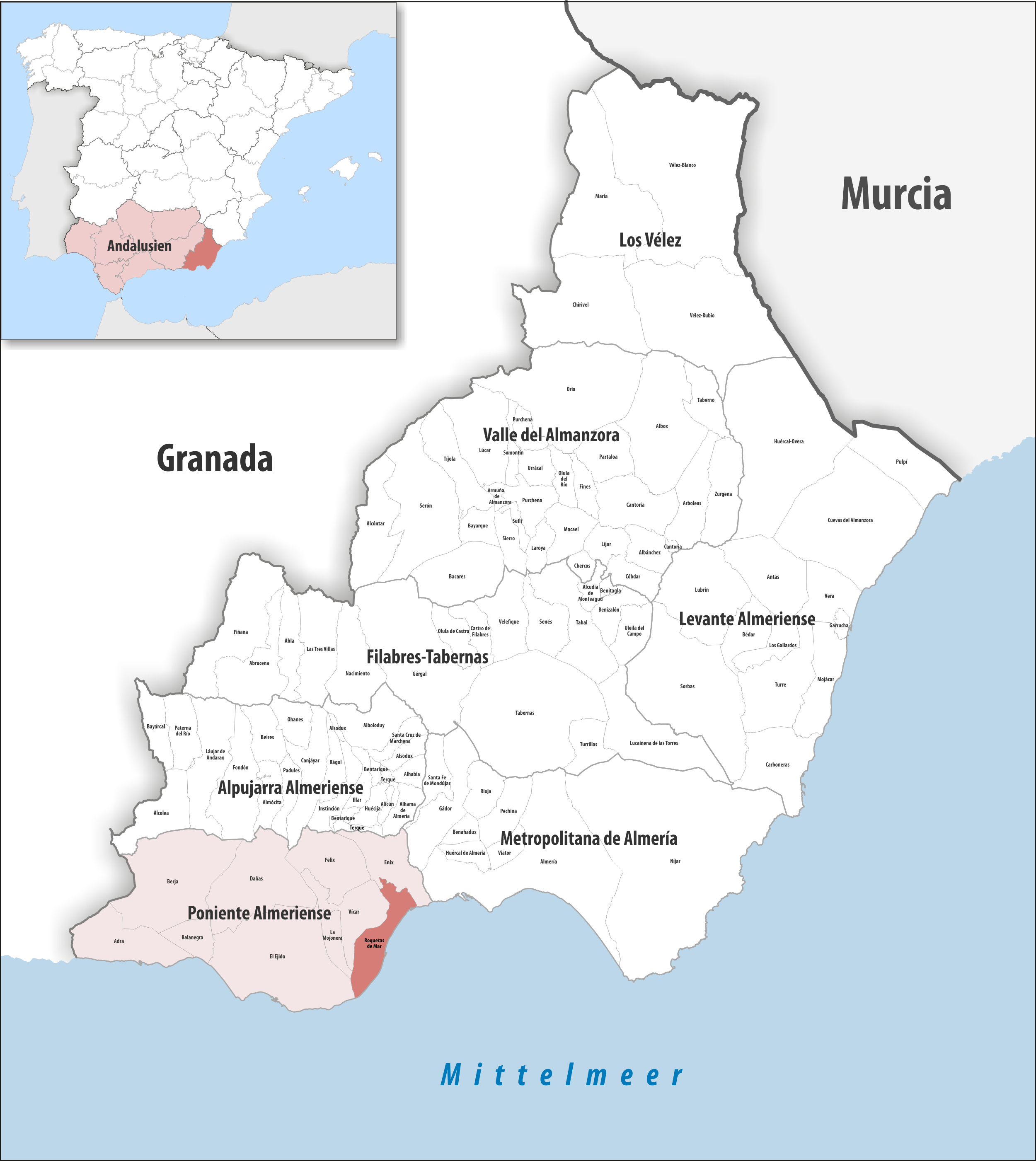
Roquetas de Mar dans la comarque Poniente almeriense, province d'Almería / en Andalousie

### Localisation
La commune de Roquetas de Mar se trouve au bord de la côte méditerranéenne au sud-est de l'Espagne, dans le sud de la province d'Almería et dans l'est de la comarque Poniente almeriense.
Almería est à 24 km nord-est ;
Grenade à 154 km ouest-nord-ouest ;
Murcie à 241 km nord-est ;
Madrid à 563 km nord ;
Malaga à 188 km ouest ;
Gibraltar à 325 km ouest-sud-ouest (distances par route).

### Communes voisines
Le territoire municipal de Roquetas de Mar a une étendue de 59,65 km².[réf. nécessaire]

### Climat
Le climat est méditerranéen sec avec une température moyenne annuelle autour des 19°. Les précipitations tombent en une moyenne de 25 jours en une forme de violentes pluies. Le manque de précipitations annuelles est dû à l'effet de foehn qu'exerce la Cordillère Pénibétique sur les tempêtes en provenance de l'Atlantique.

### Plages
La commune almérienne dispose de 16 kilomètres de côte, six plages avec Pavillon bleu : Aguadulce, La Bajadilla, Las Salinas, Romanillas, Urbanización Playa Serena, et Urbanización de Roquetas.

## Politique et administration
La ville de Roquetas de Mar comptait 102 881 habitants aux élections municipales du 28 mai 2023. Son conseil municipal (en espagnol : Pleno del Ayuntamiento) se compose donc de 27 élus.
Après plusieurs changements de maire entre 1979 et 1995, elle est devenue un solide bastion du Parti populaire.

### Maires
| Mandat    | Maire | Maire                         | Parti | Majorité |
| --------- | ----- | ----------------------------- | ----- | -------- |
| 1979-1983 |       | Juan Emeterio Martínez Romera | PSOE  | 7 / 17   |
| 1983-1987 |       | Juan Antonio Pérez Martínez   | PSOE  | 8 / 17   |
| 1987-1991 |       | Juan Emeterio Martínez Romera | AIDA  | 6 / 21   |
| 1991-1995 |       | Julio Ortiz Pérez             | CDS   | 2 / 21   |
| 1991-1995 |       | José Dana Laguna              | PSOE  | 7 / 21   |
| 1995-1999 |       | Gabriel Amat Ayllón (es)      | PP    | 10 / 21  |
| 1999-2003 |       | Gabriel Amat Ayllón (es)      | PP    | 11 / 21  |
| 2003-2007 |       | Gabriel Amat Ayllón (es)      | PP    | 17 / 25  |
| 2007-2011 |       | Gabriel Amat Ayllón (es)      | PP    | 17 / 25  |
| 2011-2015 |       | Gabriel Amat Ayllón (es)      | PP    | 16 / 25  |
| 2015-2019 |       | Gabriel Amat Ayllón (es)      | PP    | 12 / 25  |
| 2019-2023 |       | Gabriel Amat Ayllón (es)      | PP    | 11 / 25  |
| 2023-2027 |       | Gabriel Amat Ayllón (es)      | PP    | 15 / 27  |

## Services

### Éducation
La ville compte :
- 39 écoles maternelles
- 20 écoles primaires
- 14 collèges
- 5 lycées
- 3 bibliothèques

### Santé
La ville dispose des maisons médicales Roquetas, El Parador, Aguadulce Sud et Roquetas Sud.

### Transport
| identifiant | Dénomination           | Itinéraire |
| ----------- | ---------------------- | --- |
| E15         | Autoroute A-7          | Le Perthus, Gérone, Barcelone, Tarragone, Castellón de la Plana, Valence, Elche, Murcie, Lorca, Almería, Motril, Malaga, Algésiras. |
|             | Autoroute A-7          | Le Perthus, Gérone, Barcelone, Tarragone, Castellón de la Plana, Valence, Elche, Murcie, Lorca, Almería, Motril, Malaga, Algésiras. |
| N-340a      | Route nationale N-340a | Cadix, Almería, Barcelone. |
| A-391       | Roquetas de Mar-Alicún | Roquetas de Mar - A-348 près du croisement Alicún-Huécija                                                                           |

## Personnalités liées à la commune
- Álex Baena (2001-), footballeur espagnol, y est né.

## Culture

### Patrimoine

#### Civil
- Phare de Roquetas de Mar : construit en 1863, puis acquis à la fin du XXe siècle par la Mairie de Roquetas, devenu salle d'expositions.
- Tour de la Molineta
- Édifices en architecture moderne liées au développement comme la commune touristique de la Côte d'Almería à la fin du XXe siècle : Chapelle Notre-Dame des Vents (1972) dans le lotissement de Roquetas ; Les Cotres ; La Palmeraie (Aguadulce) ; Le Phare.

#### Militaire
- Château de Las Roquetas ou de Sainte-Anne. Reconstruit en 2001, il sert maintenant d'espace d'expositions.

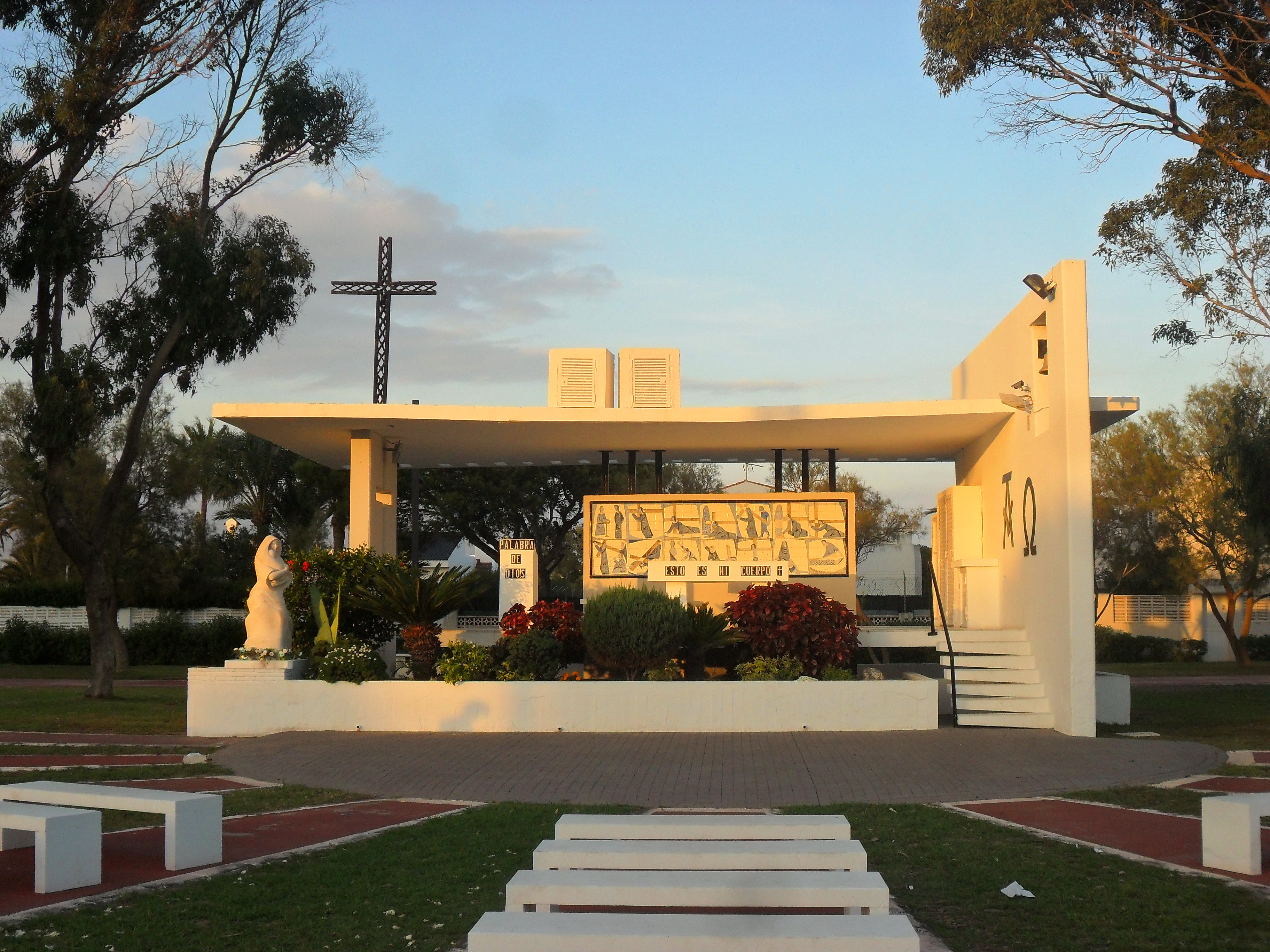
Chapelle Notre-Dame-des-Vents

- Tour de Cerrillos (XIVe siècle).

#### Religieux
- Église Notre-Dame-du-Rosaire (XVIIIe siècle) dont le retable majeur est l'œuvre de l'artiste indaliano Jesús de Perceval.
- Chapelle Notre-Dame-des-Vents : construite en 1972 en béton, c'est essentiellement une plate-forme entourée de bancs et portant un autel, un pupitre de lecture et quelques autres éléments liturgiques protégés du vent par des écrans judicieusement placés.
- Ermitage de la Sainte-Croix. Chapelle du début du XXe siècle située dans l'avenue Juan Bonachera.

### Semaine Sainte
La Semaine Sainte à Roquetas de Mar est l'une des célébrations les plus importantes de la commune et dans la province d'Almería. Dans le centre de Roquetas de Mar et ses quartiers les plus proches (Doscientas Viviendas, El Puerto et El Parador de las Hortichuelas) existent trois confréries de passion : la Confrérie de Notre-Dame des Douleurs (centre de Roquetas de Mar), la Confrérie de Pénitence du Christ de l'Expiration (Roquetas de Mar: quartier des deux cents logements) et la Confrérie du Christ de la Bonne Mort, Sainte Marie de l'Amertume. Père Jésus de la Santé dans son Entrée Triomphante à Jérusalem (El Parador de las Hortichuelas). 

Les défilés processionnels se succèdent durant toute la Semaine Sainte commençant le Vendredi des Douleurs avec le Chemin de croix avec l'image du Christ de l'Expiration.